# المدور (تمر)
المَدَّور. أحد أنواع التمور التونسية، يتميز بطوله إذ يكون في حجم القصبي، وهو تمر جاف يسهل نقله وتخزينه، وينضج متأخرا نسبيا في شهر نوفمبر.